# ヘルガ・シュトルク
ヘルガ・シュトルク（ドイツ語: Helga Storck, 1940年5月21日 - ）は、ドイツのハープ奏者。夫クラウスはチェリストである。
シレジアのメヒタル（現ポーランド領ビトム近郊ミエホヴィツェ）の生まれ。カトヴィツェやエッセンのフォルクヴァング音楽院でハープを学んだあと、ニューヨークのジュリアード音楽院でマルセル・グランジャニーの薫陶を受けた。その後、ケルン放送交響楽団、ハンブルク国立歌劇場、ミュンヘン・フィルハーモニー管弦楽団などの首席ハープ奏者として活躍した。1971年からケルン音楽院、1983年からミュンヘン音楽・演劇大学で教鞭を執り、2004年からはカトヴィツェ音楽院の客員教授を務めている。また、ザルツブルク・モーツァルテウム大学でも後進の指導に当たっている。

## 註
1. ↑  Naxos